# تايرون برازلتون
تايرون برازلتون (بالإنجليزية: Tyrone Brazelton)‏ مواليد 30 مارس 1986 في شيكاغو، هو لاعب كرة سلة أمريكي. بدأ مسيرته الاحترافية في سنة 2008. يلعب مع قويتشو كلاعب هجوم خلفي.

## المسيرة الاحترافية
لعب مع فينتسبيلس في موسم 2008–2009، ثم لعب مع أسكو غدينيا في سنة 2009، ثم لعب مع إسبارن بريمرهافن في الدوري الألماني في سنة 2011، ثم لعب مع إري بايهوكس في سنة 2012، ثم لعب مع أوديسا في موسم 2012–2013، ثم لعب مع نفيجيس في موسم 2013–2014، ثم لعب مع نبتونس في سنة 2014.

## روابط خارجية
- تايرون برازلتون على موقع الدوري الأوروبي لكرة السلة (الإنجليزية)
- تايرون برازلتون على موقع كرة السلة الأوروبية.كوم (الإنجليزية)
- تايرون برازلتون على موقع DraftExpress.com (الإنجليزية)
- تايرون برازلتون على موقع كلية كرة السلة في سبورتس رفرنس.كوم (الإنجليزية)
- تايرون برازلتون على موقع ريلجم (الإنجليزية)
- تايرون برازلتون على موقع بروبوليرز (الإنجليزية)
- تايرون برازلتون على موقع سبورتس رفرنس (الإنجليزية)
- تايرون برازلتون على موقع سبورتس رفرنس (الإنجليزية)